# Myrcia isaiana
Myrcia isaiana é uma espécie de  planta do gênero Myrcia e da família Myrtaceae. 

## Taxonomia
A espécie foi descrita em 1990 por Ariane Luna Peixoto e Graziela Barroso. 

## Forma de vida
É uma espécie terrícola e arbórea. 

## Conservação
A espécie faz parte da Lista Vermelha das espécies ameaçadas do estado do Espírito Santo, no sudeste do Brasil. A lista foi publicada em 13 de junho de 2005 por intermédio do decreto estadual nº 1.499-R. 

## Distribuição
A espécie é endêmica do Brasil e encontrada nos estados brasileiros de Alagoas, Bahia, Espírito Santo, Pernambuco, Paraná, Rio de Janeiro e São Paulo. 
A espécie é encontrada no domínio fitogeográfico de Mata Atlântica, em regiões com vegetação de floresta ombrófila pluvial e restinga.